# Uiwang
Uiwang (kor. 의왕시) – miasto w Korei Południowej, w prowincji Gyeonggi. Liczy 142 184 mieszkańców.